# Подольня
Подольня — упразднённая деревня в Тульской области России. В настоящее время — урочище Подольнево на территории муниципального образования город Алексин (в плане местного самоуправления).

## География
Находилась в северо-западной части региона, в пределах северо-восточного склона Среднерусской возвышенности, в подзоне широколиственных лесов, к западу от современной автодороги 70К-014 (Алексин-Поповка-Тула), к югу от д. Плешивка (ныне Вишнёвая), к северу от с. Плоское.

### Климат
Климат, как и во всём районе, характеризуется как умеренно континентальный, с ярко выраженными сезонами года. Средняя температура воздуха летнего периода — 16 — 20 °C (абсолютный максимум — 38 °С); зимнего периода — −5 — −12 °C (абсолютный минимум — −46 °С).
Снежный покров держится в среднем 130—145 дней в году.
Среднегодовое количество осадков — 650—730 мм.

## Топоним
Также известна под названиями Яблонево или Подольнево.

## История
По состоянию на 1914 г. относилась к Афанасьевской волости Алексинского уезда Тульской губернии.
Была приписана к церкви в с. Поповка, а до того к приходу с. Панское.
Последний раз обозначена на картах РККА 1941 г..